# Peter Wespe
Peter Wespe (17 ottobre 1936) è un ex calciatore svizzero, di ruolo difensore.

## Carriera

### Club
Ha sempre giocato nel campionato svizzero.

### Nazionale
Ha collezionato 1 presenza con la propria Nazionale.